# Ecchi
Ecchi (jap. エッチ etchi; H) – slangowy termin używany w języku japońskim jako eufemistyczne określenie stosunku płciowego, fantazji erotycznych i podtekstów seksualnych. Jako przymiotnik ma znaczenie „lubieżny”, „nieprzyzwoity”, „frywolny”, jako rzeczownik używany jest do określenia osób o takich cechach, a jako czasownik oznacza także „uprawiać seks” (jap. エッチする etchi suru). Słowo to pochodzi od pierwszej litery określenia hentai, nie ma jednak jego negatywnego wydźwięku.

Grafika z charakterystycznymi cechami ecchi

Termin ecchi stosowany jest również na całym świecie przez fandom mangi i anime jako określenie wizualnej estetyki lub stylu artystycznego, w którym treści seksualne są przedstawione w sposób niebezpośredni pod postacią erotycznego humoru lub fanserwisu. Używa się go głównie do podziału między pornografią (hentai) i erotyką (ecchi). Choć styl ten cechuje się nagością i sugestywnymi scenami, nie ukazuje się w nim otwarcie stosunków seksualnych.

## Etymologia i znaczenie w Japonii
Japońskie słowo エッチ w transkrypcji Hepburna zapisywane jest jako etchi, a jego pochodzenie jest ściśle związane ze słowem hentai (jap. 変態).
W okresie Meiji termin hentai w nauce i psychologii oznaczał „zmianę postaci” lub „przemianę”. W tym kontekście był używany w odniesieniu do zaburzeń takich jak histeria lub do opisania zjawisk paranormalnych takich jak hipnoza i telepatia. Rozpowszechnienie się terminu doprowadziło do powstania niestandardowych konotacji. Na początku XX wieku był używany w seksuologii w wyrażeniu hentai seiyoku (jap. 変態性欲; „dewiacja seksualna”) i został spopularyzowany dzięki książce Hentai seiyoku ron (jap. 変態性欲論; „Teorie dewiacji seksualnych”), opublikowanej w 1915 roku przez seksuologów Eijiego Habuto i Jun′ichirō Sawadę. W latach 20. publikacje poruszające temat perwersyjnych zachowań seksualnych, w tym związane z ero-guro, zaczęły zyskiwać popularność wśród szerokiej publiczności. Goichi Matsuzawa nazwał ten okres „boom na hentai”. W latach 30. takie treści zaczęły być stopniowo cenzurowane, a pod koniec dekady zakazano ich publikowania.
Po wojnie nowe czasopisma wróciły do terminu hentai. Był on niekiedy zapisywany w rōmaji i z czasem jego pierwsza litera H (zapisywana w katakanie jako エッチ, od angielskiej wymowy /ˈeɪtʃ/) stała się jego synonimem. W 1952 roku w czasopiśmie „Shukan Asahi” znalazła się relacja kobiety, która była obmacywana w kinie przez nieznajomą osobę i zawołała ara etchi yo („hej, to nieprzyzwoite”). W tym kontekście etchi jest synonimem słów iyarashii (jap. 嫌らしい; „obsceniczny”, „sprośny”) i sukebei (jap. すけべい; „zbereźnik”). Od tego czasu znaczenia wyrażeń hentai i etchi zmieniały się niezależnie. W latach 60. etchi zaczęło być wykorzystywane przez młodzież w odniesieniu do seksu. W 1965 roku w jednej z gazet znalazła się informacja, że w tym kontekście jest ono używane przez uczniów szkół podstawowych. W latach 80. termin ten został spopularyzowany jako eufemistyczne określenie stosunku seksualnego, jak w wyrażeniu etchi suru (jap. エッチする; „uprawiać seks”).